# Heure de Varsovie

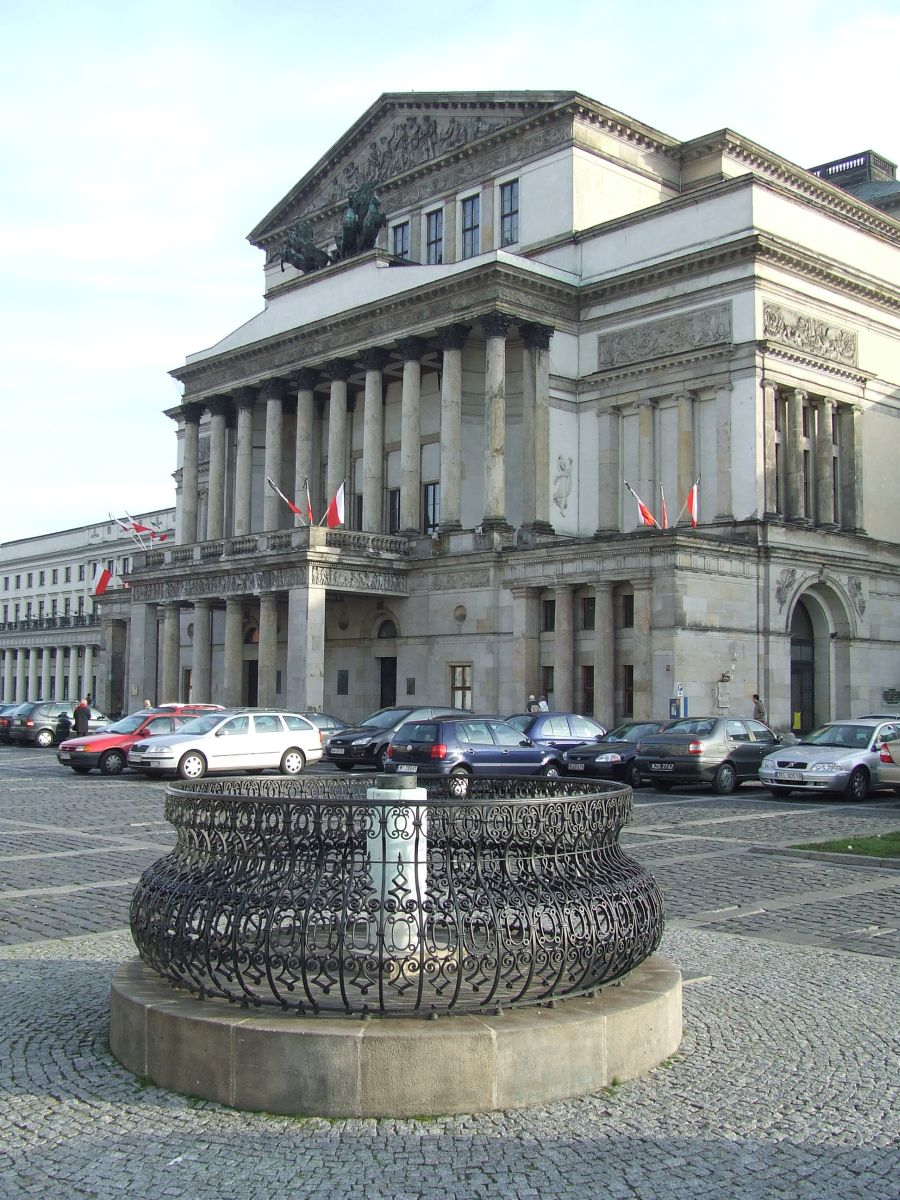
Matérialisation du méridien de Varsovie.

L’heure de Varsovie (polonais : czas warszawski) était un fuseau horaire qui était utilisé au Royaume du Congrès depuis le début du XIXe, territoire correspondant aujourd'hui à la Pologne.

## Historique
L’heure de Varsovie correspondait à l'heure solaire moyenne à la longitude 21° 00' 44” E, soit 1 h 24 min d'avance par rapport à GMT.
L'usage du méridien est abandonné le 5 août 1915 pour passer à l'heure normale d'Europe centrale, au moment de la bataille de Varsovie (mai-octobre 1915). Le reste de la Pologne change d'heure à partir du 31 mai 1922,.